# Dream Team House
Dream Team House — російський тіктокерський будинок. Був заснований блогерами Данею Мілохіним і Микитою Левинським, та підприємцем Ярославом Андрєєвим і розпочав роботу в березні 2020 року.

## Історія
Ідея тіктоківського будинку — будинку, в якому живуть і разом знімають ролики популярні тіктокери — виникла в США. Перший у світі тіктокерський будинок — Hype House — відкрився в грудні 2019 року. За його образом і був створений Dream Team House, який став першим подібним проєктом в Росії. Заснували його тіктокер Даня Мілохін, його друг Микита Левинський і підприємець, засновник рекламного агентства Wildjam Ярослав Андрєєв.
Будинок розташувався на півночі Москви і являє собою велику квартиру (точніше, кілька розташованих поруч квартир), де живе і працює група популярних тіктокерів. Своє спільне життя вони висвітлюють в соціальних мережах і відеохостингах.
Проєкт офіційно стартував 10 березня 2020 року, коли на TikTok було залито перше відео, де розказано про те, що буде відбуватися на цьому акаунті.
Станом на 31 березня 2020 року в тіктокерському будинку були 13 тіктокерів від 18 до 21 року. З них шість — Аня Покровська, Даня Мілохін, Артур Бабич, Вероніка Герасимовська, Микита Авдєєв і Настя Усеєва — жили там постійно.
27 червня прес-служба соціальної мережі «ВКонтакте» оголосила про відкриття в колаборації з командою Dream Team House свого будинку для блогерів. В рамках домовленості Dream Team буде в цьому будинку жити і виробляти контент для «Кліпів» — недавно запущеної цієї соцмережею стрічки коротких вертикальних відеороликів .

## Учасники

### Поточні учасники
| Учасник        | Справжнє ім'я      | Країна  | Дата народження           | Кількість підписників TikTok на 16.06.2021 | Роки        | Примітки                   |
| -------------- | ------------------ | ------- | ------------------------- | ------------------------------------------ | ----------- | -------------------------- |
| Даня Мілохін   | Данило Мілохін     | Росія   | 8 грудня 2001 (23 роки)   | 15,7 млн                                   | з 2020 року | Засновник хауса, співак    |
| Артур Бабич    | Артур Бабич        | Україна | 16 травня 2000 (25 років) | 12,2 млн                                   | з 2020 року | Учасник проекту, співак    |
| Аня Pokrov     | Ганна Покровська   | Росія   | 15 грудня 1999 (25 років) | 14,8 млн                                   | з 2020 року | Учасниця проекту, співачка |
| Діана Астер    | Діана Дмитрієва    | Росія   | 19 квітня 2000 (25 років) | 9,7 млн                                    | з 2020 року | Учасниця проекту, співачка |
| Маха Горячьова | Марія Горячьова    | Росія   | 5 липня 2000 (25 років)   | 8,8 млн                                    | з 2020 року | Учасниця проекту, співачка |
| Ліанель        | Ліана Сулейманова  | Україна | 29 травня 2002 (23 роки)  | 8 млн                                      | з 2020 року | Учасниця проекту           |
| Іра Блан       | Ірина Блан         | Росія   | 30 січня 1993 (32 роки)   | 1,6 млн                                    | з 2020 року | Учасниця проекту           |
| Настя Рижик    | Анастасія Балашова | Росія   | 15 січня 2002 (23 роки)   | 6,4 млн                                    | з 2020 року | Учасниця проекту, співачка |
| Ваша Маруся    | Марія Лодянова     | Росія   | 10 березня 2001 (24 роки) | 10,3 млн                                   | з 2020 року | Учасниця проекту, співачка |
| Youungeer      | Олексій Авдєєв     | Росія   | 23 травня 2002 (23 роки)  | 7,3 млн                                    | з 2021 року | Учасник проекту, співак    |

## Нагороди та номінації
| Рік  | Премія                          | Номінація                                      | Результат    | Іст.  |
| ---- | ------------------------------- | ---------------------------------------------- | ------------ | ----- |
| 2021 | Nickelodeon Kids' Choice Awards | Улюблений будинок блогерів російських глядачів | В очікуванні | [ 6 ] |